# Víctor Rodríguez Pérez
Víctor Rodríguez Pérez (* 21. September 1998) ist ein spanischer Volleyballnationalspieler.

## Karriere
Rodríguez Pérez begann seine Karriere 2013 bei CyL Palencia. 2016 wechselte er zu CV Teruel. Mit dem Verein gewann er jeweils zweimal den spanischen Pokal und die Meisterschaft. In der Saison 2021/22 spielte der Außenangreifer in Frankreich bei Grand Nancy Volley-Ball. Danach ging der spanische Nationalspieler zu Unicaja Almería. 2024 wurde Rodríguez Pérez vom deutschen Bundesligisten WWK Volleys Herrsching verpflichtet.